# Dilip Sardjoe
Dilip Sardjoe (Commewijne, 11 november 1949 – 15 januari 2023) was een Surinaams grootondernemer en politicus. Hij was eigenaar van de Rudisa Group of Companies N.V. en medeoprichter van de Basispartij voor Vernieuwing en Democratie (BVD).

## Biografie
Rudi Dilipkoemar Sardjoe begon zijn carrière kort nadat hij de middelbare school had verlaten. Hij begon als kleine handelaar en richtte Rudisa International op in 1975; RuDiSa zijn de twee letters van al zijn namen. Hij was toen 25 jaar oud en was eigenaar van meer dan 17 nationale en internationale bedrijven. Hij importeerde goederen en was vertegenwoordiger van verschillende internationale merken in Suriname.
Hij begon zijn bedrijf vooral als importeur van frisdranken, sappen en mineraalwater. Vervolgens kwamen daar ook hout, cement, auto's verzekeringen, media (Times of Suriname en SCCN) en brood bij. Aan de ene kant was hij een genadeloos en berekenend zakenman. Binnen de muren van zijn bedrijf mochten geen dranken gedronken worden van merken van anderen en er kon met hem geen grappen gemaakt worden. Anderzijds kreeg het personeel meer dan gemiddeld betaald en daarbovenop maandelijks een zak rijst en een royale kerstbonus.
Als penningmeester voor de Verenigde Hindoestaanse Partij (VHP) kwam hij in 1993 negatief in het nieuws tijdens de Begro Insulaire-smeergeldaffaire waarin hij de levensmiddelen voor sociale pakketten leverde. Ondanks dat corruptie in Suriname vaak door de vingers gezien wordt, kostte dit hem dit zijn lidmaatschap van het hoofdbestuur; hetzelfde gebeurde met Arti Jessurun bij de NPS. Hij verliet daarna de VHP en richtte met verschillende dissidenten de Basispartij voor Vernieuwing en Democratie (BVD) op, waarvan hijzelf de voorzitter werd. De BVD onderhield warme banden met de NDP van ex-dictator Desi Bouterse en hielp NDP'er Jules Wijdenbosch in het zadel. Hij had geen hoofdrol in de regering, maar was wel machtig achter de schermen. In april 1997 werd een bombrief thuisbezorgd die door zijn vrouw geopend werd. Hierdoor raakte haar hand ernstig verwond. Door de BVD werd de aanslag politiek gemotiveerd. Tijdens de protesten in 1999, waarmee afgedwongen werd dat de regering-Wijdenbosch II vervroegde verkiezingen uitschreef, werd een van de kantoren van Sardjoe bekogeld.
Minister Atta Mungra (BVD) beweerde later dat Sardjoe hem om steun voor een vergunning voor zijn bedrijf Suriname Power Generating Company had gevraagd. Ook was de Surinaamse vestiging van Ballast Nedam betrokken bij de acceptatie van 32 miljoen Nederlandse gulden smeergeld, in de tijd dat Sardjoe er president-commissaris was. Na de val van de regering-Wijdenbosch en de BVD keerde Sardjoe terug bij de VHP, die van 2000-2010 meeregeerde. Ook in deze jaren hielden de verhalen niet op dat hij zijn succes mede te danken had aan het omkopen van politici.
Rudisa groeide verder uit en bestond in 2019 uit 29 bedrijven in 6 landen. Het is met rond de duizend medewerkers een van de grootste werkgevers van Suriname. De omzet was in die tijd volgens zijn dochter Warsha Sardjoe minstens 500 miljoen USD.
Sardjoe was getrouwd en had een dochter en kleinzoon. Vanwege ziekte vertrok hij naar Nederland voor behandeling. Daar overleed hij op 15 januari op een leeftijd van 73 jaar.